# Інкрустація (геологія)

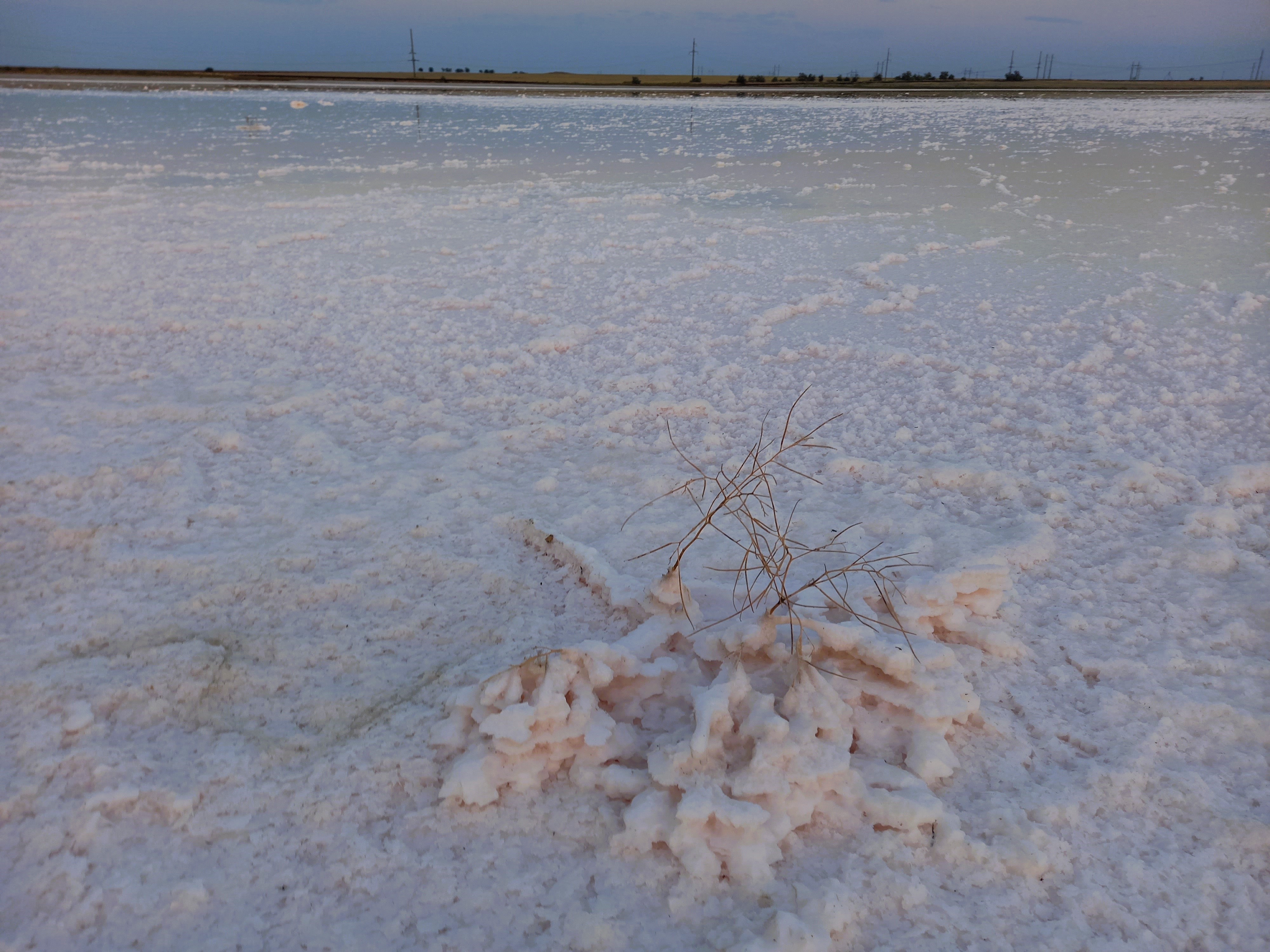
Солоне озеро в Криму

Інкруста́ція (рос. инкрустация, англ. incrustation, нім. Inkrustierung f, Krustenbildung f, Inkrustation f) — наростання мінеральних кірок навколо якого-небудь предмета при виділенні мінералів з водних розчинів. Особливо поширені інкрустації в мінеральних джерелах, і соляних копальнях і місцях розвитку інфільтраційного мінералоутворення. 